# Plouédern
Plouédern település Franciaországban, Finistère megyében. Lakosainak száma 3062 fő (2022. január 1.). Plouédern Landerneau, Lanneuffret, Pencran, Ploudaniel, Plounéventer, La Roche-Maurice és Trémaouézan községekkel határos.

## Népesség
A település népességének változása:
| Lakosok száma | 1814 | 2586 | 2537 | 2672 | 2788 | 2781 | 2813 | 2944 | 3009 | 3062 |
|               | 1968 | 1982 | 1990 | 2006 | 2013 | 2015 | 2017 | 2019 | 2020 | 2022 |